# Nyctereutes
Nyctereutes je rod psovitých šelem. Jediným ještě existujícím příslušníkem tohoto rodu je psík mývalovitý, který je někdy považován za nositele původního genetického materiálu, protože se velmi podobá předchůdcům psovitých šelem. Tento rod se pravděpodobně odčlenil od ostatních psovitých šelem v době před sedmi až deseti miliony let.

## Seznam druhů
- Psík mývalovitý (Nyctereutes procyonoides)
- Nyctereutes abdeslami †
- Nyctereutes donnezani †
- Nyctereutes megamastoides †
- Nyctereutes sinensis †
- Nyctereutes tingi †
- Nyctereutes vinetorum †